# Michel Périard
Michel Périard (* 10. November 1979 in Saint-Constant, Québec) ist ein ehemaliger deutsch -kanadischer Eishockeyspieler, der im Verlauf seiner aktiven Karriere zwischen 1997 und 2018 unter anderem 679 Spiele für die Nürnberg Ice Tigers, Frankfurt Lions, Adler Mannheim, den ERC Ingolstadt und Iserlohn Roosters in der Deutschen Eishockey Liga (DEL) auf der Position des Verteidigers bestritten hat. Mit dem ERC Ingolstadt gewann Périard im Jahr 2014 die Deutsche Meisterschaft.

## Karriere
Der 1,80 m große Verteidiger begann seine Juniorkarriere in der Ligue de hockey junior majeur du Québec (LHJMQ) bei den Cataractes de Shawinigan sowie den Océanic de Rimouski, bevor er beim NHL Entry Draft 1998 als 188. in der siebten Runde von den Ottawa Senators ausgewählt (gedraftet) wurde. Der Linksschütze kam allerdings nie in der National Hockey League (NHL) zum Einsatz, sondern absolvierte lediglich Spiele bei verschiedenen Farmteams in der United Hockey League (UHL), American Hockey League (AHL) sowie ECHL und Central Hockey League (CHL).
Vor der Saison 2005/06 wechselte Périard von den Portland Pirates aus der AHL in die Deutsche Eishockey Liga (DEL) zu den Nürnberg Ice Tigers, bei denen er in seiner ersten Saison in 51 Spielen fünf Tore und zwölf Assists erzielen konnte. In der Spielzeit 2006/07 erreichte er mit den Ice Tigers das Playoff-Finale, das jedoch gegen die Adler Mannheim verloren ging. Nach vier Jahren in Nürnberg verließ er Franken und wechselte mit seinem Teamkameraden Aleksander Polaczek zu den Frankfurt Lions, bei denen er am 24. März 2009 einen Vertrag für die folgende Saison unterschrieb. Im Juli 2010 wechselte er nach der Auflösung der Frankfurt Lions zu den Adler Mannheim, ein Jahr später zum ERC Ingolstadt, mit dem er im Jahr 2014 Deutscher Meister wurde. Zu Beginn der Saison 2015/16 wechselte er zum Ligakonkurrenten Iserlohn Roosters. Im Februar 2016 verlängerte er dort seinen Vertrag um eine weitere Saison, die er nach zwei Jahren in Richtung seines Heimatlandes verließ und in der Folge seine aktive Karriere im Sommer 2018 im Alter von 39 Jahren beendete.

## Erfolge und Auszeichnungen
| - 2000 Coupe-du-Président-Gewinn mit den Océanic de Rimouski - 2000 Trophée Émile Bouchard - 2000 LHJMQ First All-Star Team - 2000 Memorial-Cup-Gewinn mit den Océanic de Rimouski - 2000 Memorial Cup All-Star Team | - 2003 CHL Most Outstanding Defenseman - 2007 Deutscher Vizemeister mit den Nürnberg Ice Tigers - 2014 Deutscher Meister mit dem ERC Ingolstadt - 2015 Deutscher Vizemeister mit dem ERC Ingolstadt |

## Karrierestatistik
(Legende zur Spielerstatistik: Sp oder GP = absolvierte Spiele; T oder G = erzielte Tore; V oder A = erzielte Assists; Pkt oder Pts = erzielte Scorerpunkte; SM oder PIM = erhaltene Strafminuten; +/− = Plus/Minus-Bilanz; PP = erzielte Überzahltore; SH = erzielte Unterzahltore; GW = erzielte Siegtore; 1 Play-downs/Relegation; Kursiv: Statistik nicht vollständig)